# سادوویه (آدیغیه)
سادوویه (به لاتین: Sadovoye) یک منطقهٔ مسکونی در روسیه است که در شهرستان کراسنوگواردیسکی، آدیغیه واقع شده‌است.